# وارسو قبل قليل
وارسو قبل قليل رواية للروائي اللبناني أحمد محسن. صدرت الرواية لأوّل مرة عام 2015 عن مؤسسة نوفل ودار هاشيت أنطوان العربية للنشر في بيروت. ودخلت في القائمة الطويلة للجائزة العالمية للرواية العربية لعام 2016، المعروفة باسم «جائزة بوكر العربية».

## حول الرواية
يروي الكاتب اللبناني «أحمد محسن» في هذه الرواية حكاية «يوزيف» العازف البولندي اليهودي الذي ينجو من الموت في معتقلات النازية، إذ يقرّر الهجرة إلى إسرائيل، ثم لبنان، حيث يتزوج بـ«ماري» التي ينجب منها «فادي». بعد مقتل ابنه وموت زوجته يقرر العودة إلى وارسو بصحبة حفيده «جوزيف»، وبعد موته يعود الحفيد إلى بيروت، وكان قد تعلّم العزف على البيانو محققا حلم جده. تحكي الرواية بموازاة حكايات الجد حكايات الحفيد مع العزف والنساء. بعد الاجتياح الإسرائيلي لبيروت عام 2006، يقرر «جوزيف» العودة إلى وارسو، ليعيش التمزق ذاته الذي عاشه جده منذ ستين عاما بين البقاء في وارسو أو الهجرة إلى إسرائيل.